# BMP-1

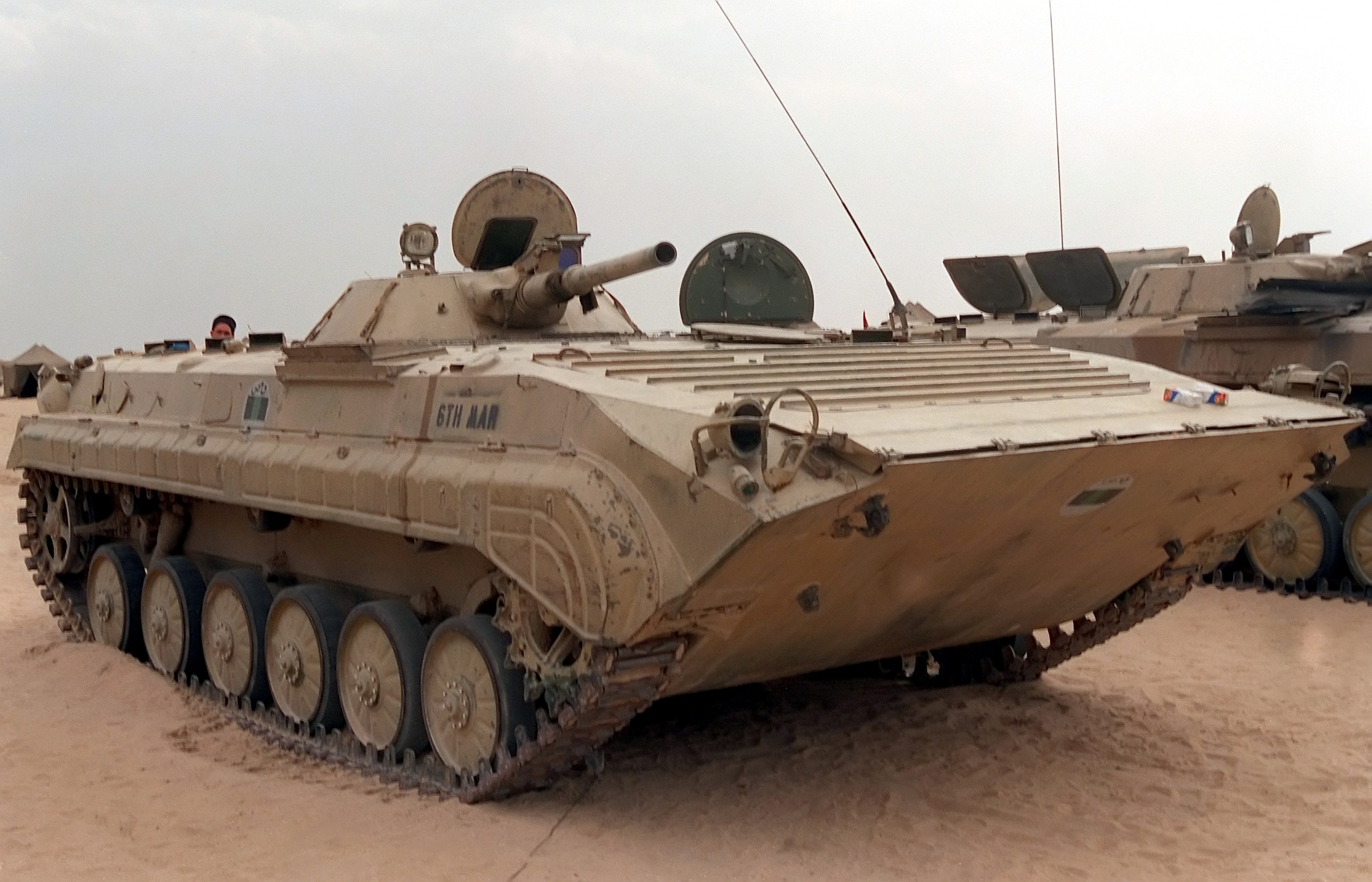
Um BMP-1 iraquiano abandonado durante a Guerra do Golfo.

O BMP-1 (em russo:  Боевая Машина Пехоты 1; БМП-1) é um veículo blindado de transporte de tropas introduzido pela União Soviética na década de 1960. O BMP-1 foi o primeiro veículo de combate de infantaria produzido em massa pelos soviéticos. Ele era chamado de M-1967, BMP e BMP-76PB pela OTAN.
Os soviéticos acreditavam que todas as futuras guerras travadas teriam uso de armas nucleares, químicas e biológicas e por causa disso passaram a desenvolver veículos de transporte e tanques como o BMP, que permitiriam o transporte de tropas ao território inimigo no meio de terreno irregular ou devastado, como campos de radiação ou outros tipos de contaminação. O BMP deveria aumentar a mobilidade da infantaria, fornecer apoio com armas leves aos soldados e aos demais veículos blindados no campo de batalha.
O BMP-1 viu combate pela primeira vez durante a Guerra do Yom Kippur em 1973, quando foi usado pelas forças egípcias e sírias. Lições aprendidas neste conflito ajudaram no desenvolvimento de outros veículos blindados construidos pelos soviéticos. Também foi usado nas guerras civis no Afeganistão e pelo Iraque durante a primeira e a segunda guerra do golfo.
Na década de 1980, o BMP-2 e o BMP-3 foram desenvolvidos com novos sistemas de armas, para suceder esta versão. Contudo, ele continua em operação em diversos exércitos de vários países pelo mundo.